# Chamaea fasciata
La cincia scricciolo del Nordamerica (Chamaea fasciata (Gambel, 1845)) è un uccello della famiglia Sylviidae, diffuso sul versante sud-occidentale del Nord America. È l'unica specie nota del genere Chamaea.

## Descrizione
È un piccolo passeraceo lungo mediamente 12–14 cm, con piumaggio di colore  uniformemente bruno scuro e con una coda molto lunga. Le popolazioni presenti nella parte meridionale dell'areale della specie, sono generalmente più grigiastre.

## Biologia

### Voce
Il canto è costituito da una serie di note acute fischianti in crescendo, seguite da un trillo in decrescendo.

### Alimentazione
Si nutre prevalentemente di insetti e ragni, ma anche di frutti e semi; in particolare i semi di Toxicodendron diversilobum sono una delle principali risorse alimentari nel periodo invernale.

### Riproduzione
È una specie monogama. La femmina depone da 3 a 4 uova che vengono poi covate da entrambi i genitori. Il periodo di incubazione è di 11-18 giorni.

## Distribuzione e habitat
La specie è diffusa nella fascia costiera di Oregon e California (Stati Uniti) e Baja California (Messico).
È una specie tipica del chaparral, un ecosistema simile alla macchia mediterranea, caratterizzato da latifoglie sempreverdi sclerofille.

## Tassonomia
Sono note 5 sottospecie:
- Chamaea fasciata fasciata (Gambel, 1845)
- Chamaea fasciata henshawi Ridgway, 1882
- Chamaea fasciata margra Browning, 1992
- Chamaea fasciata phaea Osgood, 1899
- Chamaea fasciata rufula Ridgway, 1903